# Talp romà
El talp romà (Talpa romana) és una espècie de mamífer de la família dels tàlpids. És endèmic del centre i sud d'Itàlia, ja que les úniques observacions fora d'aquesta àrea (a la Provença) no han pogut ser confirmades.
Té la mateixa mida que Talpa europaea i els ulls coberts per una membrana.
Habita en boscos, pastures i camps. És parapàtric amb el molt més estès Talpa europaea (o sigui, les seves àrees de distribució es toquen però no se superposen), i està més adaptat a la manca d'aigua que aquest. S'enfronta a la manca de recursos que suposa l'estiu mediterrani reduint l'activitat en aquesta època de l'any.